# Semi-Gotha

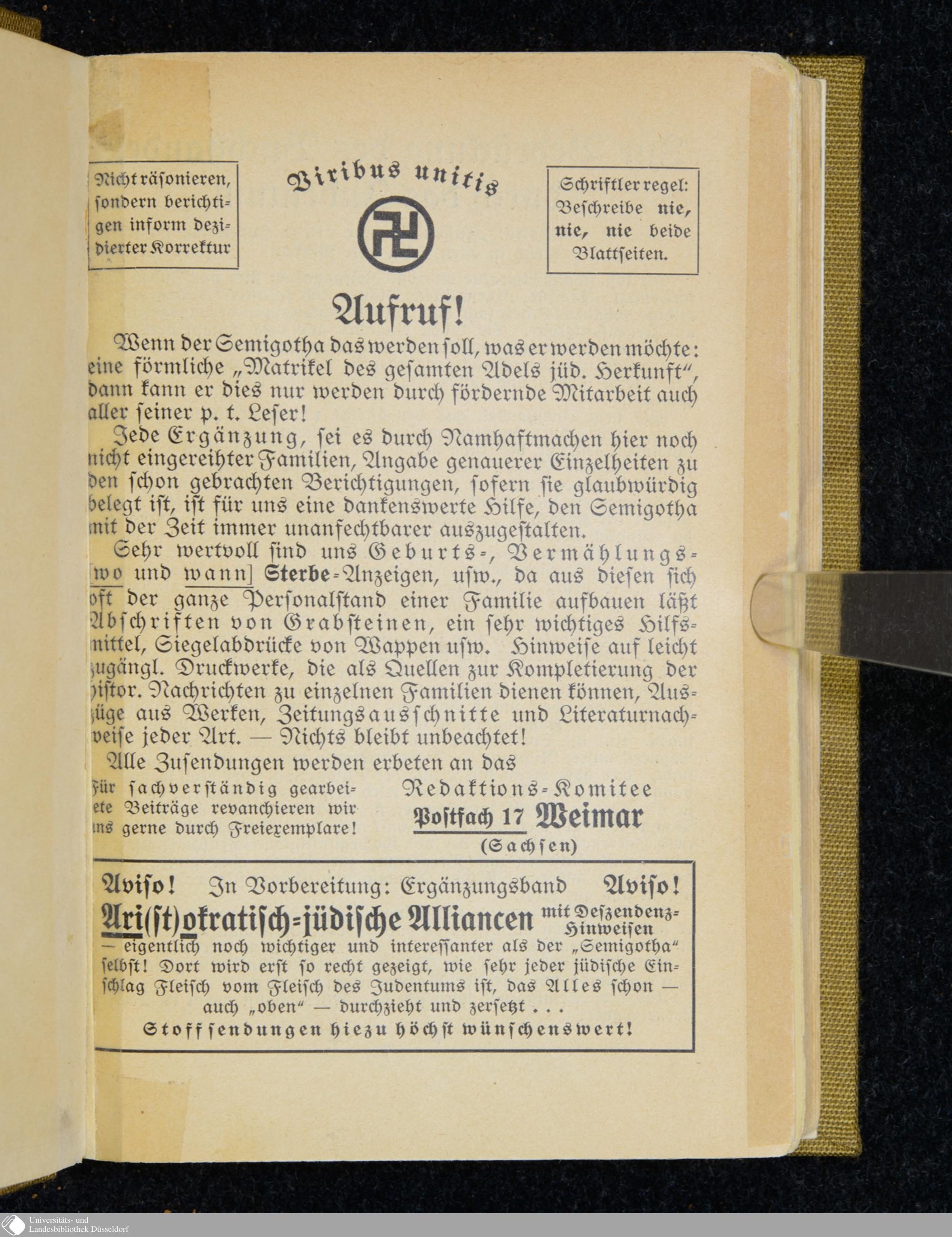
Anzeige im ersten Band des Semi-Gotha von 1912

Das Weimarer historisch-genealoges [sic] Taschenbuch des gesamten Adels jehudäischen Ursprunges, kurz Semi-Gotha (oder Semigotha) ist eine antisemitische Polemik in Form eines genealogisch-biographischen Nachschlagewerkes. Ziel der Publikation war es, die darin aufgeführten Adeligen zu denunzieren, indem für sie oder ihre Ehefrauen die tatsächliche oder (häufiger) unterstellte jüdische Abstammung publik gemacht wurde. Titel und Ausstattung des Werkes imitieren bewusst den „Gotha“, ein etabliertes genealogischen Handbuch des Adels. Die auch in der Publikation selbst benutzte Bezeichnung Semi-Gotha spielt einerseits auf das Vorbild an („Halb-Gotha“), andererseits auf die Bezeichnung der Juden als „Semiten“.

## Beschreibung
Das anonyme Werk wurde von Wilhelm Pickl von Witkenberg (1866–1922) unter Mitarbeit von Philipp Stauf, Bernhard Koerner und anderen in enger Zusammenarbeit mit dem Deutschvölkischen Schriftstellerverband erstellt. Insgesamt erschienen drei Bände, alle im eigens dafür gegründeten Kyffhäuser-Verlag in Weimar bzw. München. Der erste Band erschien 1912, der zweite mit leicht verändertem Titel 1913, der dritte mit dem Titel Semigothaisches genealogisches Taschenbuch ari(st)okratisch-jüdischer Heiraten 1914. Der Verlagsname lehnte sich an ein Vorgängerwerk von 1889 an. Seinem Anspruch nach war das Verzeichnis eine Matrikel des jüdischen deutschen Adels.
Die Herausgeber und Nutzer des Werkes waren völkische Denker, deren rassebiologischen Vorstellung von „Blutsadel“ sich sowohl gegen den traditionellen Adel als auch gegen Juden wandte. Die Zahl der tatsächlich nobilitierten Juden war extrem gering, aber die Unterstellung jüdischer Herkunft war gegenüber vielen Adeligen gerade deshalb eine erfolgversprechende denunziatorische Praxis, weil antisemitische Vorstellungen auch im Adel weit verbreitet waren. Mehrere Adelige und Adelsfamilien wehrten sich gegen entsprechende Unterstellungen durch Publikationen, Gutachten und Gerichtsprozesse (so z. B. Kuno von Westarp, Theobald von Bethmann Hollweg oder die von Bismarck), was dem Thema jeweils noch größere Aufmerksamkeit einbrachte. Auch nichtadelige Juden wurden aufgenommen, etwa der Vater von Walter Rathenau.

## Umfeld
Auch andere völkische Genealogen veröffentlichten im späten 19. Jahrhundert und in der ersten Hälfte des 20. Jahrhunderts ähnliche Werke. Philipp Stauf z. B. veröffentlichte 1913 den Semi-Kürschner (in Anlehnung an Kürschners Literatur-Kalender), der schwedische Nationalsozialist Elof Eriksson (1883–1965) publizierte 1939/41 ein zweibändiges Werk mit dem Titel Semi-Gotha. Eine „umgekehrte“ Fortsetzung des Semi-Gotha war auch das erstmals 1925 erschienene Eiserne Buch Deutschen Adels Deutscher Art (EDDA), in das nur Adelige nachweislich „arischer“ Abstammung aufgenommen wurden.